# BK Samara (vrouwenbasketbal)
Basketbolnyj kloeb Samara (Russisch: Баскетбольный клуб Самара) is een professionele damesbasketbalclub uit Samara, Rusland.

## Geschiedenis
In de zomer van 2019 werd, met de steun van Vladimir Avetisjan, de voorzitter van de basketbalfederatie van de Oblast Samara, de minister van Sport van de regio Dmitri Sjljakhtin en de voorzitter van de mannen basketbalclub "BK Samara" Kamo Pogosjan, besloten om een volwaardige vrouwendivisie op te richten. Viktor Koeriltsjoek werd aangesteld als hoofdtrainer van het team.
Aan het einde van het reguliere seizoen 2019/20 behaalde Samara de eerste plaats en won 25 van de 28 wedstrijden. Ze hadden 5 overwinningen meer dan de nummer twee Nadezjda Orenburg-2. In het seizoen 2021/22 speelde BK Samara voor het eerst op het hoogste niveau in de Russische superliga.

## Erelijst
- Landskampioen Rusland: (divisie B)
  - Tweede: 2021
- Landskampioen Rusland: 1 (divisie C)
  - Winnaar: 2020

## Bekende (oud)-spelers
- Irina Kiseleva
- Darja Koerilsjoek
- Jana Mitrofanova
- Olga Novikova
- Albina Razjeva
- Ljoedmila Sapova
- Aleksandra Sjtanko

## Bekende (oud)-coaches
- Viktor Koeriltsjoek (2019-2020)
- Aleksandr Garsjin (2020-2021)[3]
- Dmitri Donskov (2021-2022)[4]
- Igor Gratsjev (2022-2023)[5]
- Dmitri Pivtsaykin (2023-heden)[6]

## Aanvoerders BK Samara
| - 2019-2024 – Jana Mitrofanova - 2024-... - Olga Novikova |